# Vigna angularis
Il fagiolo azuki (dal giapponese 小豆; Vigna angularis (Willd.) Ohwi & H.Ohashi, 1969) è una pianta della famiglia delle Fabacee (o Leguminose), diffusa in Asia.

## Descrizione
Il fagiolo azuki è un rampicante, alto da 30 a 90 cm.
I frutti sono baccelli lunghi fino a 10 cm, che contengono semi simili ai fagioli, ma più piccoli. Il colore più comune dei semi è il rosso scuro, ma esistono anche varietà a semi gialli, verdi o bruni. È tipica la presenza di una linea bianca vicino all'occhio.

## Distribuzione e habitat
Vigna angularis è originaria dell'Asia orientale. Non esiste però, a oggi, allo stato selvatico.

## Coltivazione
La domesticazione di Vigna angularis è avvenuta in epoche preistoriche in Cina o nella regione himalaiana. Comunque, questa pianta veniva già coltivata in Cina e in Corea intorno al 1000 a.C..
La sua coltivazione è tuttora concentrata prevalentemente in Asia; in Giappone è addirittura il legume maggiormente consumato dopo la soia.

## Usi
Vigna angularis viene usata comunemente per l'alimentazione umana.
Nelle cucine orientali i fagioli azuki vengono spesso macinati e bolliti con lo zucchero, in modo da formare una purea dolce, detta in Giappone anko, la quale è, a sua volta, la base di numerosissime ricette.